# U-52号潜艇 (1915年)
陛下之52号潜艇是德意志帝国海军建造的一艘潜艇或称U艇。它由基尔的日耳曼尼亚船厂承建，于1915年12月8日下水，至1916年3月16日交付使用。U-52号是在第一次世界大战期间服役的329艘德国潜艇之一，参加过大西洋和地中海潜艇战。在其四次巡逻中，共击沉协约国或中立国的26艘商船（容积总吨为69444吨）、3艘军舰（排水总量为18471吨）以及3艘辅助军舰（1091总吨）。战后，U-52号于1918年11月21日被引渡至英国正式投降，并于1919年在斯旺西拆解报废。

## 设计
作为战时动员型潜艇的组成部分，U-51至U-56号批次的技术参数与早前但泽帝国船厂生产的U-43至U-50号大致相同，但在推进力和航速上有所提高。U-52号的全长为65.2米；舷宽6.44米，当中的耐压壳体宽为4.05米；有3.64米的吃水深度。艇只的水上排水量为715吨，水下为902吨。
艇只搭载有可在水上使用的两台猛狮六缸四冲程柴油发动机，总功率为2,400匹公制馬力（1,765千瓦特）；以及可在水下使用的西门子-舒克特双电动发电机，总功率为1,200匹公制馬力（883千瓦特）。这些发动机用以驱动双轴、每根轴各一个的直径1.6米长螺旋桨，从而使艇只在水上的最高速度达17.1節（31.7每小時），在水下的最高航速为每小时9.1節（16.9每小時）。U-52号可以8節（15每小時）的速度在水上巡航9,400海里（17,400），或以5節（9.3每小時）的速度在水下巡航55海里（102）。它的潜航深度为50米。
U-52号装备了四具直径为500毫米的鱼雷发射管，其中艏、艉各两具，并可携带合共7枚G6型鱼雷。辅助武器为两门88毫米30倍径速射炮。其标准船员编制为4名军官和32名水兵。

## 历史
U-52号是由德意志帝国海军于1914年8月23日向基尔的日耳曼尼亚船厂订购。它自1915年3月13日开始铺设龙骨，同年12月8日下水，至1916年3月16日在首任艇长、海军上尉汉斯·瓦尔特的指挥下正式正式入役。在他之后，约翰内斯·施皮思、齐格弗里德·克拉森、瓦尔德马尔·豪曼和弗朗茨·科拉波尔也曾相继担任U-52号艇长。
服役期间，U-52号在北大西洋东部和地中海总计进行过四次巡逻，共击沉容积总吨为69444吨的26艘协约国或中立国商船，以及容积总吨为1091吨的3艘辅助军舰。此外，U-52号还因击沉了3艘著名军舰（排水总量为18471吨）而闻名，第一艘是英国皇家海军的轻巡洋舰诺丁汉号，于1916年8月19日在苏格兰海岸附近沉没，共造成38人丧生。这也是德意志帝国海军在8月19日行动中的标志性事件。当时奥托·西利亚克斯是潜艇上的值更官，他后来成为战争海军的海军上将。
U-52号击沉的第二艘军舰是法国海军战列舰叙弗朗号，它于1916年11月26日在距葡萄牙西部90英里（140）处沉没；鱼雷击中了一个弹药舱引发殉爆，导致该舰在数秒钟内沉没，舰上648人全部遇难。1917年7月17日，皇家海军潜艇C34号成为第三艘受害军舰，在设得兰群岛的费尔岛对开海面上被U-52号击沉；其唯一的幸存者也由U-52号救起。
1917年10月末，在基尔的威廉皇帝运河入口处附近，U-52号因艇艉鱼雷舱发生爆炸而在54°20′N 10°10′E / 54.333°N 10.167°E处沉没。6名船员在事故中丧生。为此，在基尔北部公墓设立了一个纪念碑，上面刻有遇难者的名字。1917年10月31日，潜艇被打捞上岸并得到修复。战后，根据对德停战协议的要求，U-52号于1918年11月21日移交英国，并在哈维奇正式向协约国投降。1919年3月3日，英国海军部以2400英镑的价格将其售予乔治·科恩（不含发动机），并最终在斯旺西拆解报废。

## 袭击历史摘要
| 日期           | 船名                | 船籍         | 吨位  | 结局 |
| -------------- | ------------------- | ------------ | ----- | ---- |
| 1916年7月11日  | 前进号              | 英國皇家海軍 | 266   | 击沉 |
| 1916年8月19日  | 诺丁汉号            | 英國皇家海軍 | 5400  | 击沉 |
| 1916年9月26日  | 征服者二号          | 英國皇家海軍 | 526   | 击沉 |
| 1916年9月26日  | 莎拉·爱丽丝号       | 英國皇家海軍 | 299   | 击沉 |
| 1916年9月26日  | 圣哥达号            | 英国         | 2788  | 击沉 |
| 1916年11月25日 | 埃及人号            | 英国         | 3818  | 击伤 |
| 1916年11月25日 | 叙弗朗号            | 法國國家海軍 | 12750 | 击沉 |
| 1916年12月10日 | 艾玛·鲁昂号         | 法國         | 2153  | 击沉 |
| 1917年3月30日  | 米凯利纳·卡塔拉诺号 | 意大利       | 78    | 击沉 |
| 1917年4月4日   | 密苏里人号          | 美国         | 7924  | 击沉 |
| 1917年4月4日   | 拉文那号            | 意大利       | 4101  | 击沉 |
| 1917年4月5日   | 安格尔·马里纳号     | 意大利       | 257   | 击沉 |
| 1917年4月7日   | 苏华德号            | 美国         | 2471  | 击沉 |
| 1917年4月8日   | 阿尔巴号            | 意大利       | 1639  | 击沉 |
| 1917年4月9日   | 埃斯特雷尔号        | 法國         | 2574  | 击沉 |
| 1917年4月11日  | 安斯加尔号          | 丹麦         | 301   | 击沉 |
| 1917年4月12日  | 格伦克里夫号        | 英国         | 3673  | 击沉 |
| 1917年4月14日  | 特雷马克斯号        | 葡萄牙       | 163   | 击沉 |
| 1917年4月15日  | 白岬号              | 西班牙       | 2163  | 击伤 |
| 1917年4月16日  | 克里奥斯号          | 希腊         | 4116  | 击沉 |
| 1917年4月19日  | 圣母无玷始胎号      | 葡萄牙       | 206   | 击沉 |
| 1917年4月20日  | 凯思内斯号          | 英国         | 3500  | 击沉 |
| 1917年4月21日  | 帚石楠号            | 英國皇家海軍 | 1250  | 击伤 |
| 1917年4月23日  | 阿卡迪亚号          | 挪威         | 1556  | 击沉 |
| 1917年7月6日   | 花神号              | 挪威         | 818   | 击沉 |
| 1917年7月9日   | 阿巴斯王子号        | 英国         | 2030  | 击沉 |
| 1917年7月11日  | 万塔号              | 瑞典         | 1646  | 击沉 |
| 1917年7月12日  | 弗雷德丽卡号        | 瑞典         | 1851  | 击沉 |
| 1917年7月17日  | C34号               | 英國皇家海軍 | 321   | 击沉 |
| 1917年8月20日  | 巴利塞斯号          | 英国         | 6127  | 击沉 |
| 1917年9月1日   | 塔拉帕卡号          | 法國         | 2506  | 击沉 |
| 1917年9月2日   | 文特沃斯号          | 英国         | 3828  | 击沉 |
| 1917年9月4日   | 无双号              | 英国         | 3112  | 击沉 |
| 1917年9月5日   | 伊崇格号            | 英国         | 6285  | 击沉 |
| 1917年9月5日   | 圣邓斯坦号          | 英国         | 6220  | 击伤 |
| 1917年9月11日  | 托博尔号            | 俄罗斯       | 3741  | 击沉 |
| 1918年8月16日  | 法尔德号            | 英國皇家海軍 | 256   | 击伤 |

## 脚注
1. ↑  Gröner，第8-10頁.
2. 1 2  Helgason, Guðmundur. . German and Austrian U-boats of World War I - Kaiserliche Marine - Uboat.net.   [5 January 2015].
3. 1 2  Helgason, Guðmundur. . German and Austrian U-boats of World War I - Kaiserliche Marine - Uboat.net.   [5 January 2015].
4. 1 2  Helgason, Guðmundur. . German and Austrian U-boats of World War I - Kaiserliche Marine - Uboat.net.   [5 January 2015].
5. 1 2  Helgason, Guðmundur. . German and Austrian U-boats of World War I - Kaiserliche Marine - Uboat.net.   [5 January 2015].
6. 1 2  Helgason, Guðmundur. . German and Austrian U-boats of World War I - Kaiserliche Marine - Uboat.net.   [5 January 2015].
7. ↑  Helgason, Guðmundur. . German and Austrian U-boats of World War I - Kaiserliche Marine - Uboat.net.   [5 January 2015].
8. 1 2 3  陈进，第71頁.
9. ↑  Herzog，第48頁.
10. ↑  Herzog，第68頁.
11. ↑  Massie，第682–683頁.
12. ↑  Newbolt，第35頁.
13. ↑  . HistoryOfWar.org.   [2021-09-02]. （原始内容存档于2021-09-02）.
14. ↑  . Feldgrau.   [2021-09-02]. （原始内容存档于2017-02-02）.
15. ↑  Caresse，第25–26頁.
16. ↑  Jordan & Caresse，第270–271頁.
17. ↑  Helgason, Guðmundur. . German and Austrian U-boats of World War I - Kaiserliche Marine - Uboat.net.   [2021-09-02].
18. ↑  Herzog，第89頁.
19. ↑  Dodson & Cant，第124頁.
20. ↑  Helgason, Guðmundur. . German and Austrian U-boats of World War I - Kaiserliche Marine - Uboat.net.   [5 January 2015].